# Martín de Redín
Martín de Redín y Cruzat (Pamplona, 1579, – Málta, 1660. február 6.) spanyol katona és politikus volt, egy éven keresztül a spanyol fennhatóság alatt álló Szicília alkirálya, 1657–1660 a Jeruzsálemi Szent János Szuverén Lovagrend nagymestere.

## Élete
Spanyolországban született nemesi családban. Katonai pályára lépett, és hamar emelkedett a ranglétrán. 1656-ban Szicília alkirályává nevezték ki. 1657-ben ő volt a legesélyesebb, hogy a meghalt Jean-Paul de Lascaris-Castellar nagymester utóda legyen, ám a máltai inkvizítor megpróbálta ezt megakadályozni, mivel de Redín állítólag korábban megpróbált vesztegetéssel pozícióhoz jutni. Augusztus 17-én mégis megválasztották a lovagrend nagymesterének, így lemondott az alkirályságról. Szeptemberben érkezett Máltára. 4000 fős haderőt állított fel a helyi lakosságból, valamint 13 őrtornyot építtetett és látott el saját költségén. Szicíliai kapcsolatai révén könnyen biztosítani tudta Málta élelmiszer-ellátását. Uralkodása idején költözött Máltára Mattia Preti itáliai festő, aki de Redín megrendelésére a Szent János-társkatedrális festményeit készítette. Mindössze három évi uralkodás után elhunyt. Ma a vallettai Szent János-társkatedrálisban van eltemetve.

## Tornyai
De Redín nagymester katona volt, így felmérte a szigetek védelmi lehetőségeit. A partok erődítésére tizenhárom tengerparti őrtornyot építtetett és szereltetett fel:
- Bengħajsa Tower (Benghisa Tower; Birżebbuġa, 1939-ben lebontották)
- Delimara Tower (Marsaxlokk)
- Għajn Ħadid Tower (1658, Mellieħa)
- Ħamrija Tower (Qrendi)
- San Ġiljan Tower (St. Julian's Tower; 1658, San Ġiljan, már nem áll)
- Torri l-Abjad (White Tower - néha Aħrax Tower, Fehér-torony; Armier Bay, Mellieħa)
- Torri ta' Qalet Marku (St. Mark's Tower, Szent Márk-torony; Baħar iċ-Ċagħaq)
- Torri tal-Għallis (Għallis Tower; 1659, Salina Bay)
- Torri tal-Madliena (Madliena Tower, Pembroke)
- Triq il-Wiesgħa torony (Xgħajra)
- Xrob l-Għaġin Tower (Marsaxlokk)
- Wardija Tower (eredeti nevén Torre della Guardia del Giorno, Żurrieq)
- Żonqor Tower (Marsaskala)

## Kapcsolódó oldalak
- Málta történelme
- Málta államfőinek listája